# Stanisław Kopański
Stanisław Kopański, né le 19 mai 1895 à Saint-Pétersbourg et mort le 23 mars 1976 à Londres, était un général polonais (général de division).

## Biographie
En 1905, il s'inscrit dans un gymnasium (équivalent du lycée) polonais local, où il obtient l'équivalent polonais du baccalauréat, la Maturité. Ensuite, il s'inscrit dans un Institut local de Génie civil, mais ses études sont interrompues par la Première Guerre mondiale.
De 1937 à 1939, il commande le 1er Régiment d'artillerie motorisé.
Réchappé de la Campagne de Pologne, il commande la Brigade indépendante de chasseurs des Carpates qui, après avoir refusé l'armistice de 1940 au Levant français, passe chez les Britanniques et combat à partir de 1941 en Libye, notamment à Tobrouk, sous le haut commandement du général Auchinleck. 
La brigade des Carpates constitue ensuite sous son commandement (de 1942 à 1943) l'ossature de la 3e division de chasseurs des Carpates, l'une des unités majeures du 2e corps polonais commandé par le général Anders.
Après la mort du général Sikorski, le 5 juillet 1943, il est nommé chef d'état-major du Commandement suprême des Forces Armées Polonaises à Londres. Il conservera ce poste jusqu'en 1947.
Fin 1944, il partage ses attributions avec le général Marian Kukiel, ministre de la guerre du gouvernement polonais à Londres.
Il participe, conjointement avec le général Anders, le 21 mai 1946 à la réunion au Foreign Office où devait être réglée la question des Forces Armées Polonaises. Le 3 septembre 1946, il s'adresse aux membres des Forces Armées Polonaises et enjoint aux soldats d'entrer dans le Corps de réadaptation qui devait préluder à la liquidation de ces forces.

## Sources et références
1. ↑   Mémoires du général Wladyslaw Anders, Mémoires (1939-1946), 1948, La Jeune Parque, Paris

(en) http://www.generals.dk/nation/Poland.html, Steen Ammentorp